# Agrostis vivipara
Agrostis vivipara é uma espécie de gramínea do gênero Agrostis, pertencente à família Poaceae.